# Tillac
 Tillac  es una población y comuna francesa, ubicada en la región de Mediodía-Pirineos, departamento de Gers, en el distrito de Mirande y cantón de Marciac.

## Demografía
| 327 | 346 | 315 | 320 | 302 | 295 |
| Para los censos de 1962 a 1999 la población legal corresponde a la población sin duplicidades (Fuente: INSEE [Consultar]) |     |     |     |     |     |